# 진 가브리엘

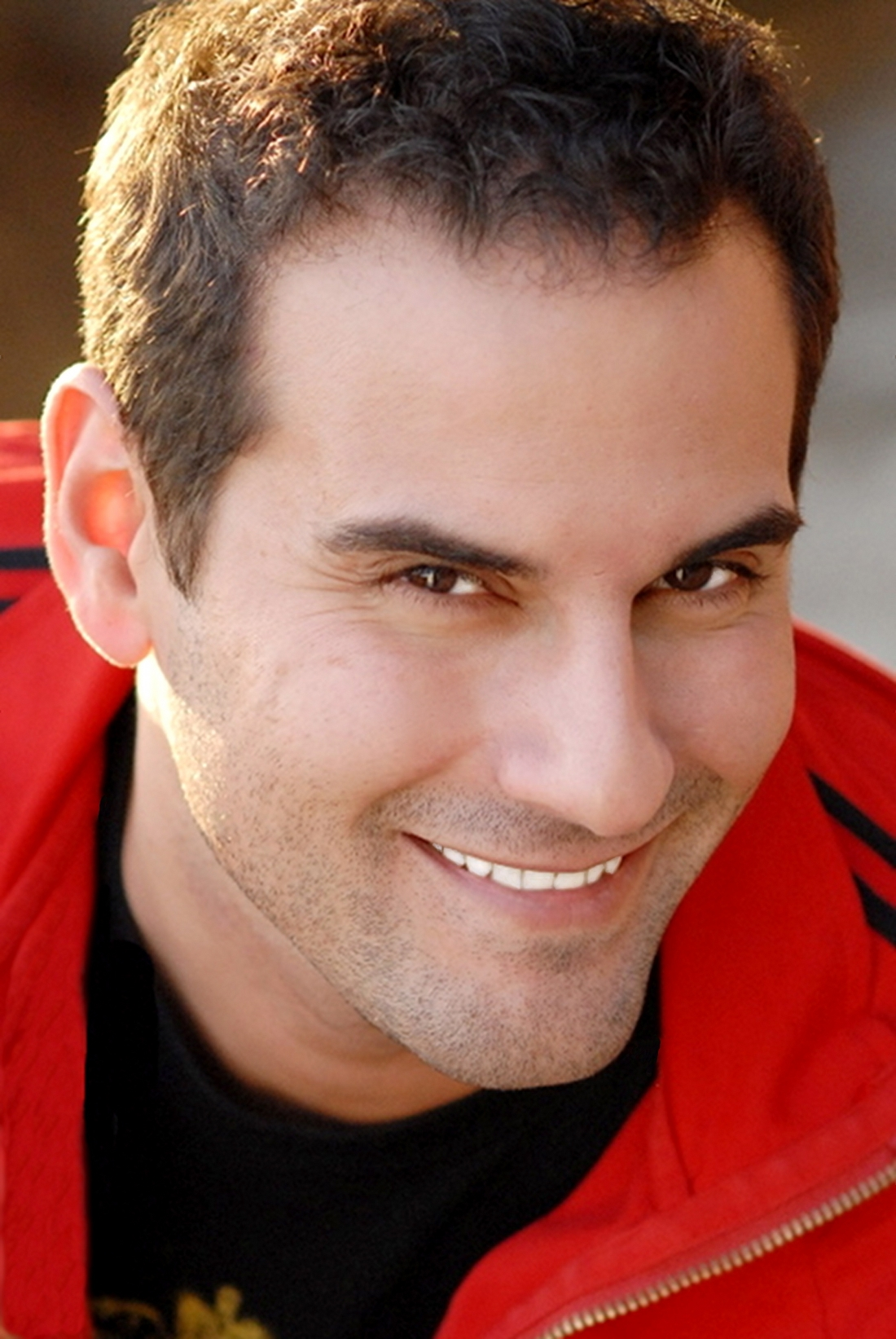

진 가브리엘(Eugene Jimenez, 1970년 8월 27일 ~ )은 미국의 배우, 텔레비전 배우, 성우이다.
뉴욕에서 태어났다.

## 영화
- 리프트 미 업 (2015년)
- 인투 더 에퀴녹스 (2015년)
- 플래티넘 댄스 무비 (2014년)
- 보트맨 (2014년)
- 크로스로드 (2014년)
- 더 브롱크스 워 (1991년)